# Pseudomastax personata
Pseudomastax personata is een rechtvleugelig insect uit de familie Eumastacidae. De wetenschappelijke naam van deze soort is voor het eerst geldig gepubliceerd in 1881 door Bolívar.